# 607 a.C.

## Eventos
- Nabopalassar luta contra Kimuhu (Comagena), enquanto seu filho Nabucodonosor combate em Birinati.[1]

### Pela cronologia de Ussher
- Jeremias profetiza em Jerusalém: prevê a derrota do Egito por Nabucodonosor, primeiro nas margens do Eufrates e depois no seu próprio país, reprova a desobediência dos judeus e prevê da queda da Babilônia.[2]
- Nabucodonosor, vice-rei da Babilônia,[Nota 1] derrota o Faraó Neco nas margens do Eufrates, em Carquemis.[2] Segundo autores modernos, esta batalha ocorreu em 605 a.C.[1]
- Os recabitas, descendentes de Jonadabe, filho de Recabe, que viviam em tendas, por medo dos exércitos dos caldeus e sírios, se refugiam em Jerusalém.[2]
- Joaquim [Nota 2] se rende a Nabucodonosor, e se submete aos caldeus por três anos.
- Aspenás, chefe dos eunucos, leva para a Babilônia os príncipes dos filhos de Judá, para serem educados como caldeus.
- Os citas, que haviam dominado a Ásia por vinte e oito anos, são recebidos em uma festa por Ciaxares, que os embebeda e depois os degola. Outros citas, que estavam com jovens medos para serem educados, matam os reféns e os enviam como se fossem comida, para Ciaxares. Os citas fogem para Alíates, rei da Lídia, e, após a recusa de Alíates de entregá-los, inicia a guerra de cinco anos entre os medos e os lídios.[2]